# Octahedron
Octahedron je páté studiové album americké rockové skupiny The Mars Volta. Jeho nahrávání probíhalo v srpnu 2008 ve studiu 99 Sutton Street v newyorském Brooklynu. Album produkoval Omar Rodríguez-López a vyšlo v červnu 2009 u vydavatelství Warner Bros. Records a Mercury Records.

## Seznam skladeb
| Pořadí | Název                     | Délka |
| ------ | ------------------------- | ----- |
| 1.     | Since We've Been Wrong    | 7:22  |
| 2.     | Teflon                    | 5:06  |
| 3.     | Halo of Nembutals         | 5:32  |
| 4.     | With Twilight as My Guide | 7:54  |
| 5.     | Cotopaxi                  | 3:40  |
| 6.     | Desperate Graves          | 4:58  |
| 7.     | Copernicus                | 7:24  |
| 8.     | Luciforms                 | 8:22  |

## Obsazení
- Omar Rodríguez-López – kytara, syntezátory, aranžmá
- Cedric Bixler-Zavala – zpěv
- Juan Alderete – basová kytara
- Thomas Pridgen – bicí
- Marcel Rodríguez-López – klávesy, syntezátory, perkuse
- John Frusciante – kytara
- Mark Aanderud – klavír